# بعشا

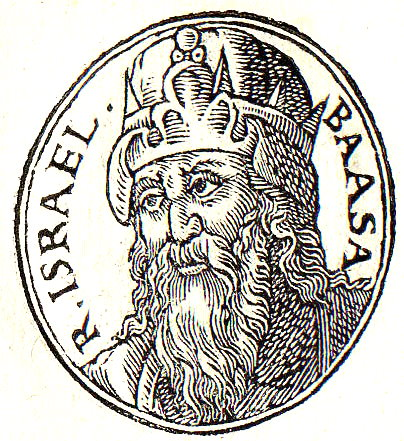
نگاره‌ای خیالی از بعشا

بعشا (به عبری: בַּעְשָׁא) پادشاه اسرائیل از ۹۰۹ تا ۸۸۶ پیش از میلاد بود. او پسر احیه و از طایفهٔ یساکار بود.
می‌نماید که او در آغاز در خدمت پادشاه ناداب بوده‌باشد. سپس بعشا ناداب را از میان برداشت و خود را شاه خواند. او همه اعضای خاندان یربعام را کشت و بدین‌سان بر سراسر قبیله‌های افرایم چیرگی‌یافت. او همانند پادشاهان پیش از خود ترصه را برای اقامت برگزید.
بعشا آنگاه که خیالش از همسایگان شمالی‌اش که آرامی‌های دمشق بودند آسوده‌شد، به سوی جنوب توجه‌نمود. او با آسا پادشاه یهودیه به جنگ پرداخت و با فتح منطقهٔ رمه در ارتفاعات شمالی اورشلیم و ساخت استحکاماتی در آنجا دست به تهدید این شهر زد. در چاره برای دفع او، آسا نیز بن هدد یکم پادشاه دمشق را فریفت تا پیمان دوستی‌اش با بعشا را بشکند و بر اسرائیل بتازد. این‌گونه بعشا ناچار شد تا دست از یهودیه بدارد و به دفع آرامی‌ها پردازد.
بعشا تا پایان عمر بی هیچ معارضی به حکومت پرداخت. یهوی پیامبر در روزگار او می‌زیست.